# Eric Kirby
Eric Kirby (12 tháng 10 năm 1926 - tháng 5 năm 2018) là một cầu thủ bóng đá người Anh thi đấu ở vị trí tiền vệ ở Football League cho York City, và từng đầu quân cho Sheffield Wednesday mà không có một trận quốc nội nào.